# Veto parcial
O veto parcial é uma forma especial de poder de veto que autoriza o chefe do poder executivo a rejeitar somente disposições específicas de um projeto de lei promulgado pela legislatura, sem vetar a lei como um todo. Muitos países possuem normas diferentes em relação ao veto parcial.